# منطقه تجاری سیرجان
منطقه تجاری سیرجان روستایی در دهستان محمودآبادسید بخش زیدآباد شهرستان سیرجان استان کرمان ایران است.

## جمعیت
بر پایه سرشماری عمومی نفوس و مسکن در سال ۱۳۹۵ جمعیت این مکان ۱۷۵ نفر (۵۱خانوار) بوده‌است.